# Ungdommens Nordiske Råd
Ungdommens Nordiske Råd (UNR) er et forum for de politiske ungdomsorganisationer i Norden. UNR støttes af Nordisk Råd.

## Medlemmer
Medlemmer af UNR er alle ungdomsorganisationer til partier der er repræsenteret i et af parlamenterne i Danmark, Finland, Færøerne, Grønland, Island, Norge, Sverige og Åland. Organisationerne er samlet i otte nordiske paraplyorganisationer:
- Forbundet Nordens Socialdemokratiske Ungdom (FNSU). Danmark: Danmarks Socialdemokratiske Ungdom
- Grøn Ungdom i Norden (GUN) Danmark: (Intet medlem)
- Kristendemokratisk Ungdom i Norden. (KDUN) Danmark: (intet medlem)
- Nordens Liberale Ungdomsforbund (NLU). Danmark: Venstres Ungdom og Liberal Alliances Ungdom
- Nordisk Friheds Ungdom (NFU) Danmark: Dansk Folkepartis Ungdom
- Nordisk Ungkonservativ Union (NUU). Danmark: Konservativ Ungdom
- Sammenslutningen Nordens Unge Socialeliberale (SNUS):  Radikal Ungdom
- Socialistisk Ungdom i Norden. (SUN) Danmark: Socialistisk Folkepartis Ungdom og Socialistisk UngdomsFront

Status som observatører har:
- Föreningarna Nordens Ungdom (FNUF). Danmark: Foreningen Nordens Ungdom
- De nordiske landsråd. Danmark: Dansk Ungdoms Fællesråd
- Dávgi – Sameungdomarnas råd
- Kveeninuoert – Kvensk ungdomsnettverk
- Nordisk Samorganisation for Ungdomsarbejde
- Sverigefinska Ungdomsförbundet

## Organisation
UNR afholder sin årlige session i dagene inden Nordisk Råds session. Mellem sessionerne repræsenteres UNR af præsidenten og præsidiet, der mødes i forbindelse med møder i Nordisk Råd og sidder med i en rolle af observatører i Nordisk Råds forskellige udvalg.
På sessionen har medlemsorganisationerne mulighed for at fremsætte forslag til resolutioner. De resolutioner, der vedtages, bliver samlet i sessionens slutdokument. Sessionen har desuden ofte et politisk tema, der er genstand for debat mellem UNR’s medlemmer.
Præsidenten vælges af sessionen, mens paraplyorganisationerne hver udpeger et medlem af præsidiet. Alle paraplyorganisationer repræsenteret i præsidiet. 
Ved afstemninger på sessionen har medlemsorganisationerne hver én stemme i tillæg til det antal stemmer deres moderparti har ved Nordisk Råds session. Således er alle medlemsorganisationer sikret mindst én stemme uanset om deres moderparti er repræsenteret i Nordisk Råd eller ej.

## Historie
De politiske ungdomsorganisationer i Norden har siden Nordisk Råds stiftelse i 1952 sædvanligvis afholdt et seminar i forbindelse med Nordisk Råds session. I de første mange år var formålet med seminaret at diskutere emnerne på Nordisk Råds dagsorden.
I slutningen af 1960’erne foreslog bl.a. FNUF at seminarerne skulle erstattes af en selvstændig session for ungdommen. En forsøgssession blev afholdt i Stockholm i 1971. Det blev her afvist at gøre UNR til en permanent organisation, men besluttet at fortsætte med at afholde en årlig session i form af et seminar.
Således fortsatte UNR op gennem 1970’erne og 1980’erne. I 1987 fik UNR for første gang mulighed for at præsentere sessionens slutdokument på Nordisk Råds session.
Ulemperne ved at UNR ikke var en permanent organisation blev tydelige i begyndelsen af 2000-årene. Deltagerantallet på sessionerne dalede på den ene side som følge af dårlig kommunikation og manglende koordinering, og på den anden side fordi nogle af de store medlemsorganisationer følte sig underrepræsenteret, da UNR hidtil havde fungeret efter princippet: én organisation, én stemme. 
På sessionen i Esbo i 2002 blev en ny arbejdsordning for UNR vedtaget. Ordningen indebar at UNR blev en permanent organisation med en præsident og et præsidium og ændrede afstemningsreglerne til de nuværende. Godt et år efter oprettedes et sekretariat, som administreres af Pohjola-Nordens Ungdomsförbund i Finland.

## Præsidenter
UNR's præsidenter siden vedtagelsen af arbejdsordningen i 2002:
- 2003: Knud Edmund Berthelsen, Norge (Unge Venstre, NLRU)
- 2004: Magnus Öster, Finland (Svensk Ungdom, NCF)
- 2005: Andrés Jónsson, Island (Ungir Jafnaðarmenn, FNSU)
- 2006: Lotta Backlund, Finland (Kokoomusnuoret/Samlingspartiets Ungdomsförbund, NUU)
- 2007: Tytti Seppänen, Finland (Suomen Keskustanuoret/Center Ungdomen, NCF)
- 2008-2009: Lisbeth Sejer Gøtzsche, Danmark (Konservativ Ungdom, NUU)
- 2010-2011: Minna Lindberg, Finland (Svensk Ungdom, NCF)
- 2012: Erik Winther Paisley, Danmark (Konservativ Ungdom, NUU)
- 2013: Silja Borgarsdóttir Sandelin, Finland (Svensk Ungdom, NCF)
- 2014: Jakob Esmann, Danmark (Danmarks Socialdemokratiske Ungdom, FNSU)
- 2015: Kai Alajoki, Finland (Demarinuoret/Socialdemokratisk Ungdom, FNSU)
- 2016: Anna Abrahamsson, Finland (Svensk Ungdom, NCF)
- 2017: Espen Krogh, Danmark (Konservativ Ungdom, NUU)
- 2018: Kati Systä, Finland (Vihreät Nuoret/Grön Ungdom i Finland, GUN)
- 2019: Barbara Gaardlykke Apol, Færøerne (Sosialistiskt Ungmannafelag, FNSU)
- 2020: Nicholas Kujala, Finland (Svensk Ungdom, NCF)
- 2021: Aldís Mjöll Geirsdóttir, Island (Ungir Jafnaðarmenn, FNSU)
- 2022: Rasmus Jungersen Emborg, Danmark (Danmarks Socialdemokratiske Ungdom, FNSU)
- 2023: Rasmus Jungersen Emborg, Danmark (Danmarks Socialdemokratiske Ungdom, FNSU)
- 2024: Anders Hansen. Danmark (Liberal Alliances Ungdom, NLU)
- 2025: Alexander Winge. Sverige (Sveriges socialdemokratiska ungdomsförbund (SSU), FNSU)

## Eksterne Henvisninger
- Ungdommens Nordiske Råds netsted